# Higrochazja
Higrochazja – rodzaj ruchów roślin zaliczany do ruchów higroskopowych. Jest wywołany przez pobieranie wody przez komórki, co powoduje ich odkształcenia. Wykorzystywany przy otwieraniu się owoców w celu wyrzucenia nasion. W przypadku tzw. róż jerychońskich higrochazji podlegają większe części, a nawet całe rośliny.
Mechanizm higrochazji polega na nierównomiernym nasiąkaniu i pęcznieniu błon i ścian komórkowych martwych komórek.
Ruchy higrochastyczne występują u róż jerychońskich, przypołudnika, niektórych gatunków przetacznika, rozchodnika, mydlnicy, wątrobowców, żarnowca. Ruchy tego typu są wykorzystywane także do rozsiewania przez wkręcanie się w glebę iglicy.